# 李鐵 (導演)
李鐵（英語：Lee Tit，1913年1月3日—1996年9月27日），祖籍廣東中山，香港電影導演。職業生涯期間共執導70多部電影，代表作包括《紫釵記》，是中聯影業公司的中堅成員。

## 外部連結
- 李鐵在互联网电影资料库（IMDb）上的資料（英文）
- 李鐵在香港影庫上的簡介
- 李鐵在豆瓣上的资料（简体中文）
- 李鐵在时光网上的簡介（简体中文）